# 大垣丈夫
大垣 丈夫（おおがき たけお、文久元年12月19日（1862年1月18日） - 昭和4年（1929年）2月3日）は、明治期の志士、アジア主義者、大陸浪人、ジャーナリスト。朝鮮で『大韓自強会（後の大韓協会）』など数々の排日団体を組織し、『大韓民報』を創刊して、日韓併合に反対した。号は金陵。

## 経歴
加賀国（現・石川県金沢市）生まれ。
明治13年（1880年）に金沢第一師範学校を卒業後、東上して慶應義塾に入学。在学中に郷友の中橋徳五郎と交わり、野田卯太郎と共に早くより政治運動に奔走した。明治20年（1887年）に卒業後、尾崎行雄の知遇を得て奈良に入り、『大和新聞』の主筆となり、加賀の『石川日日新聞』主筆を経て明治32年（1899年）に東京に上り、『さくら新聞』を創刊した。
新聞経営が伊藤博文の目に留まり、以後は伊藤の側近として仕え、明治38年（1905年）に渡韓し、韓国統監府警務局の情報委員として統監府のパイプ役を務める。李完用の資金援助を受けて、尹致昊、金嘉鎭・呉世昌・尹孝定・呂炳鉉・權東鎭・李鍾一・李宇榮・沈宜性・張志淵らと共に『大韓自強会（後の大韓協会）』等の排日団体を起こしてその顧問となり、自ら『大韓民報』を創刊して鮮人教導に務めた。他、「大東斯文会」や「儒道振興会」に参加。
内田良平が「一進会」を組織して、日韓合併運動を起こすと、大垣はこれに反対し、東洋の盟主が日本であることを前提とするアジア連帯論「日韓中三国同盟」を唱えて対抗した。のちに敗れて日韓併合が成立すると、感ずる所あって朝鮮を出て支那を漫遊する。しかし、大正元年（1912年）には朝鮮に戻り、同3年（1914年）に京城通信社の社長に就任。朝鮮の事情に通じた先覚者として活躍。
以来、京城府協議員、昭和2年（1927年）に道評議員となり、日本の統治下における内鮮融和に貢献した。69歳で京城で没した。

## 著書
- 『徳義論』